# Liste der Universitäten auf Zypern
Dies ist eine Liste der Universitäten und Hochschulen auf Zypern.

## Universitäten und Hochschulen auf dem De-facto-Staatsgebiet derRepublik Zypern
- Technische Universität Zypern (CUT) in Limassol und Paphos
- European University of Cyprus (EUC) in Nikosia und Frankfurt
- Frederick University Cyprus in Nikosia und Limassol
- Neapolis University Paphos (NUP) in Paphos
- Open University of Cyprus (OUC) in Nikosia
- Philips University in Nikosia
- University of Central Lancashire (UCLan Cyprus) in Larnaka
- Universität Zypern (UCY) in Nikosia
- Universität Nikosia (UNIC) in Nikosia
- Amerikanische Universität Beirut – Mediterraneo in Paphos
- University of Limassol in Limassol und Nikosia
- Amerikanische Universität von Zypern (AUCY) in Larnaca

## Universitäten und Hochschulen auf dem Gebiet des international nur von derTürkeianerkanntenDe-facto-RegimesderTürkischen Republik Nordzypern
- American University of Cyprus  (AUC) in Nikosia
- Amerikanische Universität Girne in Kyrenia
- Internationale Universität Zypern in Lefkoşa
- Cyprus Science University (CSU) in Girne
- Cyprus West University (CWU) in Gazimağusa
- Ostmediterrane Universität in Gazimağusa
- European Leadership University in Famagusta
- Europäische Universität von Lefke in Lefke
- Karpaz Mittelmeer Universität (AKUN) in Nord-Nikosia
- Universität des Nahen Ostens in Nikosia
- Universität Girne in Kyrenia
- Atatürk-Akademie für Lehrer
- sowie einige Einrichtungen der Technischen Universität des Nahen Ostens, Ankara
- sowie einige Einrichtungen der İstanbul Teknik Üniversitesi
- sowie einige Einrichtungen der Anatolien-Universität

Nach Staat

Albanien |
Andorra |
Belarus |
Belgien |
Bosnien und Herzegowina |
Bulgarien |
Dänemark |
Deutschland |
Estland |
Finnland |
Frankreich |
Griechenland |
Irland |
Island |
Italien |
Kasachstan * |
Kroatien |
Lettland |
Liechtenstein |
Litauen |
Luxemburg |
Malta |
Moldau |
Monaco |
Montenegro |
Niederlande |
Nordmazedonien |
Norwegen |
Österreich |
Polen |
Portugal |
Rumänien |
Russland * |
San Marino |
Schweden |
Schweiz |
Serbien |
Slowakei |
Slowenien |
Spanien |
Tschechien |
Türkei * |
Ukraine |
Ungarn |
Vatikanstadt |
Vereinigtes Königreich
(England,
Nordirland,
Schottland,
Wales)
Zypern
Nach Epoche

Mittelalter |
Frühneuzeit |
Moderne (1801–1945) |
Moderne (seit 1945)
(* Teil des Landes liegt in Asien)